# Pantaleon Giakoumis

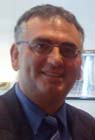

Pantaleon Giakoumis (* 9. April 1958 in Elata, Chios, Griechenland) war Landesgeschäftsführer der Europa Union Deutschland Europäische Bewegung NRW. 

## Leben
Nach seinem Abitur auf Chios absolvierte er das Studienkolleg für ausländische Studenten der Universität Münster. 1979–1983 studierte er Politikwissenschaften, Soziologie, Geschichte und Publizistik und erhielt 1983 als Abschluss Magister Artium. 1987 wurde er an derselben Universität promoviert.
Giakoumis war Dozent für Internationale Politik an der Volkshochschule und für Sozialpolitik an der Fachhochschule in Münster, danach arbeitete er ein Jahr in Würzburg im Internationalen Zentrum für Deutsch-Griechische Zusammenarbeit. 1991–1993 war er für Fragen der Europäischen Union in der Auslandsgesellschaft NRW in Dortmund tätig. Von Mai 1993 bis Januar 2013 war er als hauptamtlicher Landesgeschäftsführer der Europa-Union Deutschland Europäische Bewegung in NRW tätig. 
Giakoumis ist verheiratet, hat zwei Kinder und lebt in Münster. 

## Rezeption
Zum ersten Mal wurde in dem Jahr 2009 ein Buch zum Thema 9/24 Mastixdörfer von Chios in griechischer Sprache veröffentlicht. Giakoumis hat zudem wissenschaftliche Aufsätze/Arbeiten in Zeitschriften zu Themen der Europäischen Union und der Integration von Ausländern in Deutschland veröffentlicht. 

## Schriften (Auswahl)

### Als Autor
Aufsätze
- Hellas und die Makedonische Frage. Der Umbruch auf dem Balkan.[1] In: Südost-Europa. Zeitschrift für Politik und Gesellschaft, Bd. 41 (1992), Heft 7/8, S. 443–459, ISSN 0722-480X
- Sozialökonomische Aspekte des griechischen Wachstumsprozesses.[1] In: Südeuropa-Mitteilungen, Bd. 32 (1992), Heft 1, S. 53–61, ISSN 0340-174X

Monographien
Zwischen den Fronten? Die Sicherheitspolitik Griechenlands; 1945–1986 (Studien zur Politikwissenschaft; Bd. 22). Lit-Verlag, Münster 1987, ISBN 3-88660-236-2 (zugl. Dissertation, Universität Münster 1987). 

### Als Herausgeber
- Griechenland, außen-, sicherheits- und europapolitische Aspekte. Mainz-Verlag, Aachen 1997, ISBN 3-89653-155-7.
- NRW im Wettbewerb der Regionen in Europa. Mainz-Verlag, Aachen 1999, ISBN 3-89653-507-2.
- Homer Hellas und Europa. Mainz-Verlag, Aachen 2004, ISBN 3-928493-50-7.